# Aborlan
Aborlan è una municipalità di seconda classe delle Filippine, situata nella Provincia di Palawan, nella regione di Visayas Occidentale.
Aborlan è formata da 19 baranggay:
- Apo-Aporawan
- Apoc-apoc
- Aporawan
- Barake
- Cabigaan
- Culandanum
- Gogognan
- Iraan
- Isaub
- Jose Rizal
- Mabini
- Magbabadil
- Plaridel
- Poblacion
- Ramon Magsaysay
- Sagpangan
- San Juan
- Tagpait
- Tigman